# Grupo Luis Piña
Grupo Luis Piña S.A es una empresa de distribución de gran consumo de Andújar, Provincia de Jaén (España). En la actualidad tiene presencia en Andalucía, Principado de Asturias, Castilla y León, Cantabria, Galicia, Castilla-La Mancha y emplea a 1750 trabajadores, un 60% de ellos con contrato indefinido.

## Historia
En 1969 Luis Piña Nuñez, instala su primer almacén distribuidor. Más adelante, en el año 1974, abre sus puertas el primer Cash and carry de la compañía, bajo marca EuroCash y en el año 1986 abrió el primer supermercado masymas. En 2005 compra 6 supermercados de Jaén a Dinosol para renombrarlos con su propia enseña.
El Grupo Luis Piña mantiene alianzas con la multinacional líder del sector Carrefour y figura entre las cinco empresas más importantes de la provincia de Jaén por facturación.

## Marcas y Franquicias
El negocio de este grupo iliturgitano abarca enseñas propias y otras externas en régimen de franquicia.

### Establecimientos
- Masymas : Luis piña posee más de 70 supermercados bajo esta enseña en las provincias de Jaén y Córdoba.

- Hipermercados Carrefour : Este grupo es propietario, junto con el grupo francés Carrefour, de Iliturgitana de Hipermercados S.L., esta filial es la propietaria de los Hipermercados Carrefour de Úbeda y Andújar en la provincia de Jaén, y de los de Puertollano y Alcázar de San Juan en la Provincia de Ciudad Real. Dicha filial esta participada por el grupo jiennense en un 66%, siendo el 34% restante, propiedad del gigante francés.

- Carrefour Market : Bajo esta firma, Grupo Luis Piña posee un supermercado en régimen de franquicia en la localidad jiennense de Martos.[5]

- EkoMax : Red de supermercados franquicia propiedad del grupo. Esta marca explota supermercados de mediana superficie.

- EuroCash : Este es el nombre de los Cash and carry del grupo. En la actualidad hay 8 localizados en las siguientes ciudades:

-Provincia de Jaén: Andújar, Jaén y Úbeda.
-Provincia de Ciudad Real: Ciudad Real, Puertollano y Valdepeñas.
-Provincia de Córdoba: Peñarroya-Pueblonuevo y Pozoblanco.

### Marcas Blancas
- Luis Piña
- Alteza
- Selex
- Centra Line